# Rank (альбом)
Rank — единственный концертный альбом британской рок-группы The Smiths, выпущенный в сентябре 1988 года.

## Об альбоме
Альбом Rank представляет собой записанный 23 октября 1986 года концерт в Килберне, Лондон. В пластинку вошло четырнадцать композиций. Часть песен («I Want the One I Can’t Have», «There Is a Light That Never Goes Out», «Frankly Mr. Shankly», «Never Had No One Ever», «Meat is Murder»), исполненных на этом концерте, были вырезаны и в альбом не вошли. Значительная часть композиций, присутствующих на записи, присутствует на студийном альбоме The Queen Is Dead.

## Список композиций
Авторы всех песен — Моррисси и Джонни Марр, кроме «His Latest Flame» (Джером Солон Фелдер и Морт Шуман), «The Draize Train» (Джонни Марр) и «The Queen Is Dead» (в начале композиции был воспроизведён фрагмент оригинальной композиции Сергея Прокофьева «Монтекки и Капулетти»).
| №   | Название                                      | Длительность |
| --- | --------------------------------------------- | ------------ |
| 1.  | «The Queen Is Dead»                           | 4:11         |
| 2.  | «Panic»                                       | 3:07         |
| 3.  | «Vicar in a Tutu»                             | 2:40         |
| 4.  | «Ask»                                         | 3:12         |
| 5.  | «His Latest Flame/Rusholme Ruffians (Medley)» | 3:55         |
| 6.  | «The Boy with the Thorn in His Side»          | 3:47         |
| 7.  | «Rubber Ring/What She Said (Medley)»          | 3:41         |
| 8.  | «Is It Really So Strange?»                    | 3:45         |
| 9.  | «Cemetry Gates»                               | 2:50         |
| 10. | «London»                                      | 2:38         |
| 11. | «I Know It’s Over»                            | 7:49         |
| 12. | «The Draize Train»                            | 4:23         |
| 13. | «Still Ill»                                   | 4:09         |
| 14. | «Bigmouth Strikes Again»                      | 5:51         |

## Участники записи
- Моррисси — вокал
- Джонни Марр — лидер-гитара
- Крейг Гэннон[англ.] — ритм-гитара
- Энди Рурк — бас-гитара
- Майк Джойс[англ.] — барабаны